# Karel Johan Aanstoot
Karel Johan Aanstoot (Zutphen,  5 oktober 1905 - Bloemendaal, 27 januari 1975) was een Nederlands architect binnen de wederopbouw.
Hij was zoon van kelner Herman Aanstoot en Sophia Evers. Hijzelf was getrouwd met Johanna Maria Josephina van Vlierden.
Hij kreeg zijn opleiding aan de School voor Hoger Bouwkundig Onderwijs in Amsterdam. Hij vestigde zich als onafhankelijk architect in de omgeving van Haarlem. Hij ontwierp bijvoorbeeld de verbouwing van een winkelpand tot de Cinema Palace (ook wel Haarlems Tuschinski genoemd) aan de Houtstraat in Haarlem met invloeden van de Amsterdamse School. Er is echter ook een gebouw bekend van hem in Wezep, een kazerne waarbij hij als hoofdopzichter werd ingeschakeld. Na de oorlog kwam een reeks particuliere woningen van zijn hand voor Aerdenhout, Bentveld en Bloemendaal. Voor die laatste ontwierp hij woningen aan de Dr. J. van Deventerlaan 1-15 en 2-28 alsmede de C. Schulzlaan 37-39. Hij was er ook lid van de welstandscommissie.
Zijn stijl is een mengeling van traditionele bouw vermengd met lichtinval overgenomen uit het Nieuwe Bouwen. Dat zou terug te vinden zijn geweest in de flat Hartelust. In 1949 werd van hem het Bevrijdingsmonument Bloemendaal onthuld.
Hij was aangesloten bij "Haarlemsche Architecten Vereeniging Lieven de Key".

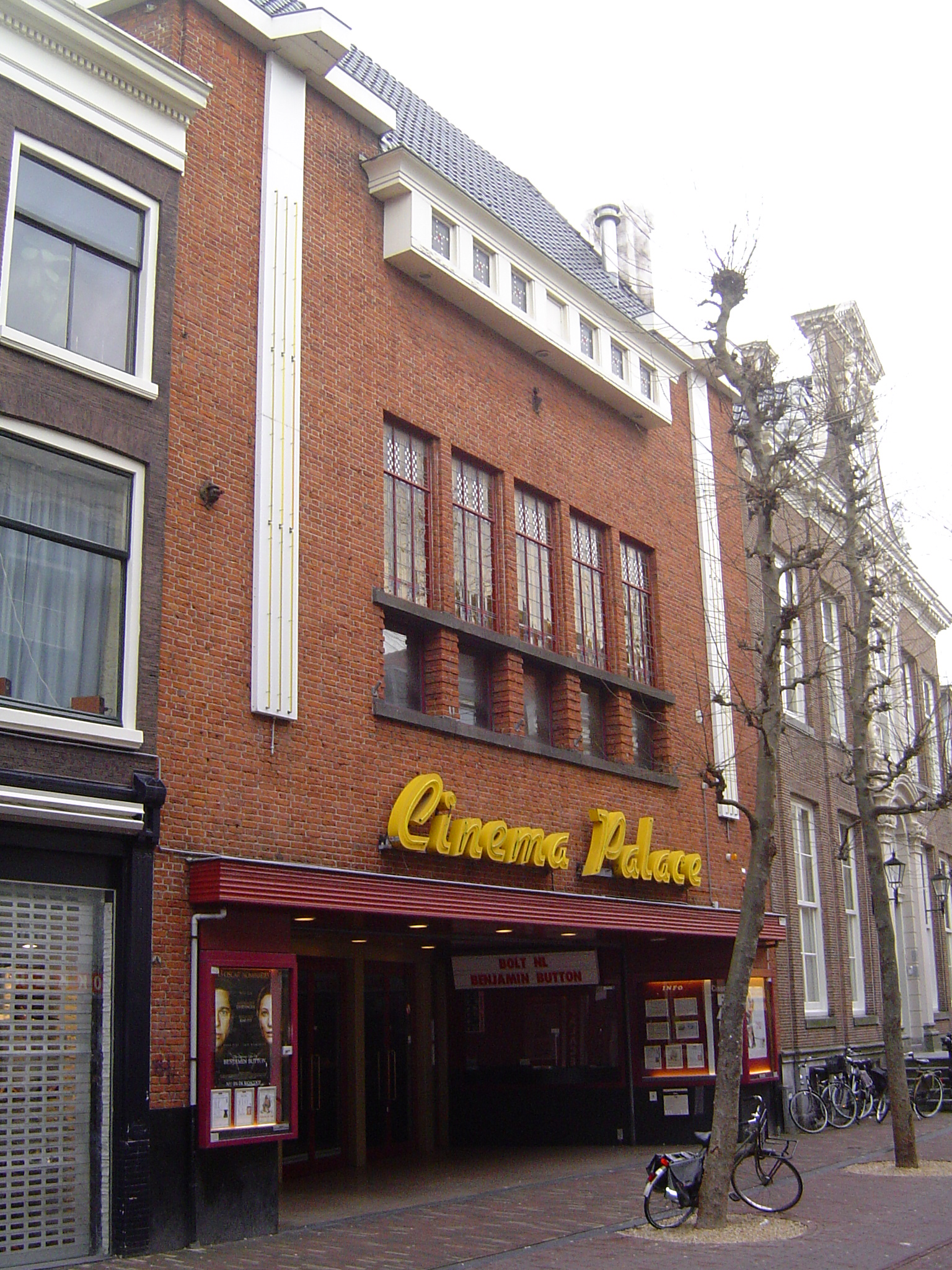
Cinema Palace te Haarlem